# BEST OF SINGLES
『BEST OF SINGLES』（ベスト・オブ・シングルス）は、LINDBERGの非公認ベスト・アルバム。
2001年2月21日発売。発売元はテイチクのインペリアルレコードレーベル。

## 解説
32枚目のシングル「frosty love」と同日発売で、ヒット・チャート（オリコンチャートなど）の10位以内にランクされた楽曲の中からセレクトされたものであるが、本作はメンバー公認でリリースされたものではない。
「今すぐKiss Me」から「BELIEVE IN LOVE」までの楽曲は1992年のベスト『FLIGHT RECORDER 1989-1992 -little wing-』のバージョンで収録している。
また、「GAMBAらなくちゃね」が「GANBAらなくちゃね」とタイトルの誤植がある。

## 収録曲
1. 今すぐKiss Me
  - 作詞: 朝野深雪　作曲: 平川達也　編曲: LINDBERG/井上龍仁

2ndシングル。ベスト『FLIGHT RECORDER 1989-1992 -little wing-』のバージョン。
2. 恋をしようよ Yeah! Yeah!
  - 作詞: 渡瀬マキ　作曲: 川添智久　編曲: LINDBERG/井上龍仁

10thシングル。
3. GAMBAらなくちゃね
  - 作詞: 渡瀬マキ　作曲: 小柳昌法　編曲: LINDBERG/須貝幸生/神長弘一

19thシングル。本作では、タイトルが「GANBAらなくちゃね」と誤植がある。
4. JUMP
  - 作詞: 西脇淳子　作曲: 佐藤宣彦　編曲: 佐藤宣彦

3rdシングル。ベスト『FLIGHT RECORDER 1989-1992 -little wing-』のバージョン。
5. だってそうじゃない!?
  - 作詞: 渡瀬マキ　作曲: 川添智久　編曲: LINDBERG/須貝幸生/神長弘一/井上龍仁

16thシングル。
6. Dream On 抱きしめて
  - 作詞: 朝野深雪　作曲: 平川達也　編曲: LINDBERG/井上龍仁

4thシングル。ベスト『FLIGHT RECORDER 1989-1992 -little wing-』のバージョン。
7. BELIEVE IN LOVE
  - 作詞: 渡瀬マキ　作曲: 川添智久　編曲: LINDBERG/須貝幸生/神長弘一/佐藤達也/井上龍仁

8thシングル。ベスト『FLIGHT RECORDER 1989-1992 -little wing-』のバージョン。
8. もっと愛しあいましょ
  - 作詞: 渡瀬マキ　作曲: 川添智久　編曲: LINDBERG/井上龍仁

23rdシングル。
9. 胸さわぎのAfter School
  - 作詞: 渡瀬マキ　作曲: 平川達也　編曲: LINDBERG/井上龍仁

13thシングル。
10. I MISS YOU
  - 作詞: 渡瀬マキ　作曲: 平川達也　編曲: LINDBERG/井上龍仁

9thシングル。
11. 夢であえたら -Do you love me?-
  - 作詞: 渡瀬マキ　作曲: 平川達也　編曲: LINDBERG/須貝幸生/神長弘一

18thシングル。
12. Green eyed Monster
  - 作詞: 渡瀬マキ　作曲: 小柳昌法　編曲: LINDBERG/神長弘一/井上龍仁

26thシングル。
13. 君のいちばんに…
  - 作詞: 渡瀬マキ　作曲: 川添智久　編曲: LINDBERG/井上龍仁

24thシングル。
14. 会いたくて -Lover Soul-
  - 作詞: 渡瀬マキ　作曲: 川添智久　編曲: LINDBERG/須貝幸生/神長弘一/井上龍仁

14thシングル。
15. 清く正しく行こう
  - 作詞: 渡瀬マキ　作曲: 川添智久　編曲: LINDBERG/須貝幸生/神長弘一

20thシングル。
16. every little thing every precious thing
  - 作詞: 渡瀬マキ　作曲: 川添智久　編曲: LINDBERG/神長弘一/井上龍仁

25thシングル。